# Délégation en droit civil belge
La délégation est un acte par lequel une personne invite une autre à s'engager à accomplir une prestation envers une troisième qui accepte. Celui qui donne l'ordre s'appelle le délégant, celui qui s'engage s'appelle le délégué et celui qui bénéficie de la délégation porte le nom de délégataire.

## Conditions de la délégation
Dans un sens très large, il y a délégation, par exemple, dans la lettre de crédit qu'un banquier, le délégant, remet à l'un de ses clients partant en voyage, le délégataire, et par laquelle il charge ses correspondants à l'étranger, les délégués, de verser au voyageur les sommes dont il aura besoin.
La délégation présente quatre éléments constitutifs :
- l'intervention de trois personnes : le délégant, le délégué et le délégataire
- un engagement du délégué sur l'ordre du délégant
- un engagement personnel du délégué vis-à-vis du délégataire
- l'acceptation de cet engagement par le délégataire

## Règles applicables

### Absence de forme
La délégation s'opère sans aucune formalité. Il suffit des consentements des personnes qui y participent pour que, même à l'égard des tiers, le délégataire devienne créancier du délégué. La délégation n'est pas soumise aux formalités prescrites par l'article 1690 du Code civil pour la cession de créances.

### Inopossabilité des exceptions
Le délégué s'engage personnellement envers le délégataire. Cet engagement est considéré comme indépendant des rapports juridiques que le délégué aurait pu avoir avec le délégant. Par conséquent, il ne peut opposer au délégataire les exceptions et moyens de défense qu'il pouvait avoir contre le délégant. À supposer même qu'il se soit engagé envers le délégataire dans la croyance qu'il était débiteur du délégant alors qu'il ne l'était pas, son engagement envers le délégataire n'en subsisterait pas moins. Il aurait simplement un recours contre le délégant. On considère qu'il y a ici un engagement abstrait, c'est-à-dire valable indépendamment de la cause qui a déterminé le débiteur à s'onliger.
Il semble toutefois qu'il existe une exception à ce principe d'inopposabilité des exceptions. Le délégué pourrait opposer au délégataire l'illicéité du lien qui l'unissait au délégant, ce lien étant considéré comme la cause de l'engagement personnel pris par le délégué. Le caractère abstrait de celui-ci ne peut couvrir l'illicéité de sa cause, laquelle entraîne la nullité absolue.
L'engagement du délégué est également, en principe, indépendant de l'engagement primitif du délégant vis-à-vis du délégataire des exceptions que le délégant aurait pu opposer à ce dernier. Seule l'inexistence de toute obligation entre le délégant et le délégataire pourrait être invoquée par le délégué.
Toutefois, il semble qu'ici aussi, l'illicéité du lien unissant le délégant au délégataire pourrait affecter l'engagement du délégué au titre de l'illicéité de la cause lorsque l'engagement personnel du délégué a pourobjet la même dette que celle du délégant vis-à-vis du délégataire.

## Délégation novatoire et délégation simple
Généralement, le débiteur donne ordre à une tierce personne, son propre débiteur, de s'engager personnellement envers son créancier à payer sa dette. L'engagement du délégué a pour objet la même dette que celle du délégant. Si le créancier accepte ce nouveau débiteur en déchargeant l'ancien, il y a délégation novatoire, aussi appelée délégation parfaite : la dette du délégant s'éteint. Si le créancier accepte le nouveau débiteur sans décharger l'ancien, il y a délégation simple, aussi dite délégation imparfaite : le créancier aura dorénavant deux débiteurs au lieu d'un.

### Délégation novatoire
« La délégation par laquelle un débiteur donne au créancier un autre débiteur qui s'oblige envers le créancier, n'opère point de novation, si le créancier n'a expressément déclaré qu'il entendait décharger son débiteur qui a fait la délégation. »

— Article 1275 du Code civil.
Il y a délégation novatoire lorsque le débiteur ordonne à une tierce personne de s'obliger personnellement à payer sa dette envers le créancier et que celui-ci accepte ce nouveau débiteur en déchargeant l'ancien.
La délégation n'opère novation, c'est-à-dire libération de l'ancien débiteur, que si le créancier décharge ce dernier et accepte le nouveau débiteur en remplacement de l'ancien.
La délégation novatoire n'est pas fréquente. Quand un créancier accepte que son débiteur lui délègue un tiers qui prend la dette à sa charge, il consent rarement à libérer son débiteur primitif. Dans ce cas, l'opération conserve le nom de délégation mais faute d'animus novandi, elle n'opère pas de novation. Elle est dite "délégation simple" ou "imparfaite". Dans cette hypothèse, l'ancienne dette n'est pas éteinte. Le créancier dispose ainsi de deux débiteurs tenus in solidum au lieu d'un.
Lorsqu'il y a novation par changement de débiteur, le créancier ne dispose plus d'aucun recours contre son débiteur originaire. Il supporte donc le risque de l'insolvabilité de son nouveau débiteur. Il n'en sera autrement que si le créancier a expressément réservé son recours contre son débiteur primitif en cas d'insolvabilité du nouveau débiteur ou si celui-ci était déjà en faillite ou en déconfiture, à l'insu du créancier, lors de la novation.

### Délégation simple
En cas de délégation simple, le créancier a dorénavant deux débiteurs tenus pour tout de la même dette. C'est une obligation in solidum qui ne présente ni les caractères de la solidarité ni ceux de l'indivisibilité. Au surplus, il n'y a aucune raison de considérer le délégant comme la caution du délégué ou le délégué comme la caution du délégant.
Aucun d'eux ne dispose du bénéfice de discussion. Lorsque l'un d'eux aura payé, la dette sera éteinte.